# Оборот локомотива
Оборот локомотива — время, необходимое для обслуживания локомотивом одной пары поездов на участке работы локомотивных бригад. Данное время получается суммированием времени движения локомотива и времени нахождения его на участковых, сортировочных и промежуточных станциях. При расчёте оборота локомотива простои локомотивов на участковых и сортировочных станциях относятся к тому участку, на который он отправляется одиночно или с поездом. Простой локомотива учитывается с момента его прибытия на станцию (участковую либо сортировочную) до отправления. Оборот локомотива, выраженный в локомотиво-сутках, называется коэффициентом потребности локомотивов на пару поездов.
Под оборотом локомотива может также подразумеваться смена направления его движения, в связи с чем применяется понятие «пункт оборота (и экипировки) локомотивов». На пункте, в числе прочего, могут использоваться поворотный круг или поворотный треугольник.